# Unici (album Nek)
Unici è il tredicesimo album in studio del cantautore italiano Nek, pubblicato il 14 ottobre 2016 dalla Warner Music Italy.

## Tracce

### Unici
1. Unici – 3:28 (testo: Andrea Bonomo – musica: Filippo Neviani, Luca Chiaravalli, Andrea Bonomo)
2. Differente – 3:29 (testo: Giulia Anania – musica: Filippo Neviani, Luca Chiaravalli, Davide Simonetta)
3. Questo so di me – 3:16 (testo: Filippo Neviani, Luca Chiaravalli – musica: Filippo Neviani, Luca Chiaravalli, Gianluigi Fazio)
4. Freud (feat. J-Ax) – 3:23 (testo: Filippo Neviani, Alessandro Aleotti, Andrea Bonomo, Luca Chiaravalli – musica: Filippo Neviani, Andrea Bonomo, Luca Chiaravalli)
5. Uno di questi giorni – 2:54 (testo: Filippo Neviani, Andrea Bonomo, Luca Chiaravalli – musica: Filippo Neviani, Andrea Bonomo, Luca Chiaravalli, Niccolò Bolchi)
6. Mia – 3:06 (testo: Andrea Bonomo – musica: Filippo Neviani, Andrea Bonomo, Luca Chiaravalli)
7. Il giardino dell'Eden – 3:20 (Filippo Neviani, Andrea Bonomo, Luca Chiaravalli, Davide Simonetta)
8. La mia terra – 3:26 (Filippo Neviani, Andrea Bonomo, Luca Chiaravalli, Davide Simonetta)
9. Quando era ora – 3:29 (testo: Filippo Neviani, Andrea Bonomo – musica: Filippo Neviani, Luca Chiaravalli)
10. In braccio – 3:34 (testo: Luca Chiaravalli – musica: Filippo Neviani, Luca Chiaravalli)
11. Futuro 2.0 – 3:17 (testo: Andrea Bonomo – musica: Filippo Neviani, Luca Chiaravalli, Gianluigi Fazio)

### Únicos
Gli adattamenti dei brani 1-2, 4-9 sono firmati da Jorge Ballesteros
1. Únicos – 3:28 (testo: Andrea Bonomo – musica: Filippo Neviani, Luca Chiaravalli, Andrea Bonomo)
2. Diferente – 3:29 (testo: Giulia Anania – musica: Filippo Neviani, Luca Chiaravalli, Davide Simonetta)
3. Questo so di me – 3:16 (testo: Filippo Neviani, Luca Chiaravalli – musica: Filippo Neviani, Luca Chiaravalli, Gianluigi Fazio)
4. Freud (feat. J-Ax) – 3:23 (testo: Filippo Neviani, Alessandro Aleotti, Andrea Bonomo, Luca Chiaravalli – musica: Filippo Neviani, Andrea Bonomo, Luca Chiaravalli)
5. Uno de estos días – 2:54 (testo: Filippo Neviani, Andrea Bonomo, Luca Chiaravalli – musica: Filippo Neviani, Andrea Bonomo, Luca Chiaravalli, Niccolò Bolchi)
6. Mía – 3:06 (testo: Andrea Bonomo – musica: Filippo Neviani, Andrea Bonomo, Luca Chiaravalli)
7. El jardín del Edén – 3:20 (Filippo Neviani, Andrea Bonomo, Luca Chiaravalli, Davide Simonetta)
8. Mi tierra – 3:26 (Filippo Neviani, Andrea Bonomo, Luca Chiaravalli, Davide Simonetta)
9. Cuando era ahora – 3:29 (testo: Filippo Neviani, Andrea Bonomo – musica: Filippo Neviani, Luca Chiaravalli)
10. In braccio – 3:34 (testo: Luca Chiaravalli – musica: Filippo Neviani, Luca Chiaravalli)
11. Futuro 2.0 – 3:17 (testo: Andrea Bonomo – musica: Filippo Neviani, Luca Chiaravalli, Gianluigi Fazio)

## Formazione
Musicisti
- Filippo Nek Neviani – voce, basso, chitarra elettrica, chitarra acustica, batteria, cori
- Luca Chiaravalli – programmazione, pianoforte, tastiera e programmazione aggiuntive, chitarra elettrica
- Andrea Bonomo – chitarra acustica, chitarra elettrica, programmazione e cori
- Gianluigi Fazio – tastiera e programmazione, chitarra acustica, chitarra elettrica, cori
- Carlo Palmas – pianoforte
- Edwyn Roberts – chitarra acustica, chitarra elettrica
- Davide Simonetta – chitarra acustica, chitarra elettrica, programmazione e cori
- Gianluca di Ienno – pianoforte
- Andrea Anzalone – strumenti ad arco
- Emilio Eria – strumenti ad arco
- Serafino Tedesi – strumenti ad arco
- Emiliano Bassi – batteria

Produzione
- Filippo Nek Neviani – produzione
- Luca Chiaravalli – produzione, registrazione
- Marco Barusso – missaggio
- Antonio Baglio – mastering

## Classifiche
| Classifica (2016) | Posizione massima |
| ----------------- | ----------------- |
| Italia            | 2                 |